# Переборка

Переборка-D

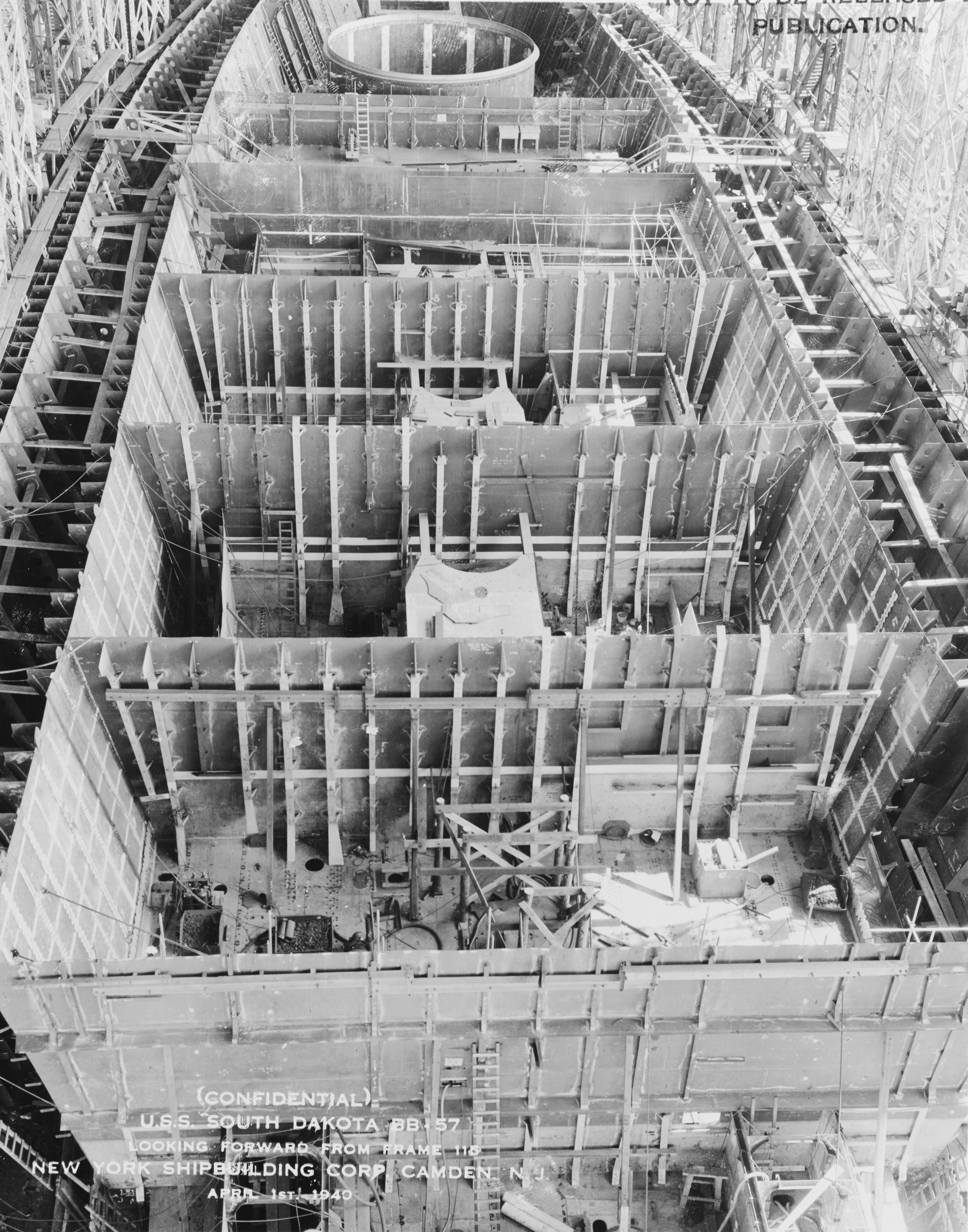
Переборки на строящемся судне
USS South Dakota (BB-57)

Перебо́рка — вертикальная стенка внутри корпуса судна, кроме двойного борта, разделяющая внутреннее пространство на отсеки. Также к переборкам относят наружные стены надстроек и рубок.
Переборки разделяют на:
- в зависимости от ориентации относительно корпуса судна:
  - поперечные;
  - продольные;
- в зависимости от места установки:
  - переборки корпуса судна (трюмные и твиндечные)
  - переборки надстроек и рубок;
- в зависимости от исполнения:
  - водо-, нефтенепроницаемые;
  - газонепроницаемые;
  - проницаемые;
- в зависимости от формы:
  - плоские (В том числе подкреплённые набором);
  - гофрированные;
  - цилиндрические;
  - сферические;
- в зависимости от способности воспринимать нагрузку:
  - прочные (выдерживают значительную нагрузку и могут быть опорами для перекрытий корпуса);
  - лёгкие;
- в зависимости от назначения:
  - главные (основные), идущие по всей ширине судна от палубы до днища и обеспечивающие неизменность формы корпуса при его кручении и изгибе. При затоплении отсека препятствуют распространению воды вдоль судна, в связи с этим называют также «аварийными»;
  - таранные (отделяют форпик от пространства трюма);
  - ахтерпиковые (отделяют ахтерпик от пространства трюма);
  - переборки цистерн (балластных, креновых, дифферентных, топливных и других);
  - переборки диптанков или бункерные (ограничивают цистерны для жидкого топлива или угольные ямы);
  - отбойные (продольные и поперечные переборки с вырезами, ограничивающие силу удара переливающейся в танках и цистернах при качке жидкости);
  - туннельные (предназначены для разделения стенок туннеля гребного вала, коридоров электротрасс, проходов вдоль судна);
  - переборки шахт (погрузочных, машинных, вентиляционных и других);
  - противопожарные (разделяют судно на противопожарные отсеки);
  - трюмные;
  - наружные переборки (стенки надстроек и рубок);
  - переборки выгородок или лёгкие;
  - переборки коффердамов.